# Philip Andersen
Philip Andersen (ur. 15 listopada 1980 roku w Aarhus) – duński kierowca wyścigowy.

## Kariera
Andersen rozpoczął karierę w wyścigach samochodowych w 1999 roku od startów w Duńskiej Formule Ford oraz w Niemieckiej Formule Ford 1800. W edycji duńskiej uzbierane osiem punktów dało mu piętnaste miejsce w klasyfikacji generalnej. W późniejszych latach Duńczyk pojawiał się także w stawce Duńskiej Formuły Ford 2000, Skandynawskiej Formuły Renault 2.0, Niemieckiej Formuły Renault, Europejskiego Pucharu Formuły Renault 2000, Danish Touringcar Championship, Le Mans Series oraz 24-godzinnego wyścigu Le Mans.

## Wyniki w 24h Le Mans
| Rok  | Zespół                              | Partnerzy                   | Samochód  | Klasa | Okr. | Poz. | Klasa Pos. |
| ---- | ----------------------------------- | --------------------------- | --------- | ----- | ---- | ---- | ---------- |
| 2006 | Zytek Engineering Team Essex Invest | Casper Elgaard John Nielsen | Zytek 06S | LMP1  | 269  | NS   | NS         |